# L'Écluse (cabaret)
Pour les articles homonymes, voir L'Écluse.
L'Écluse est un ancien cabaret parisien, situé au 15, quai des Grands-Augustins, dans le 6e arrondissement de Paris. Il ouvre en février 1951, et propose alors une programmation de spectacles tous les soirs à partir de 22 heures (sauf le lundi). 
Le cabaret ferme définitivement ses portes en 1975, remplacé de 1978 à 2017 par un bar à vin à l'enseigne de L'Écluse Grands-Augustins, puis par un pub irlandais.

## Histoire

### L'histoire des lieux
Autour de 1900, au 15, quai des Grands-Augustins, on trouve un marchand de musique qui vend notamment des partitions et les premiers disques à 78 ou 90 tours par minute. Entre les deux guerres, un M. Dussart y ouvre un bistrot, fréquenté par les mariniers et les scaphandriers de la région parisienne. Ce qui explique une partie de la décoration de la salle : un scaphandre derrière la vitrine près de l'entrée, une bouée et un filet de pêche pour couvrir le mur du fond de la scène et un casque de scaphandre sur le piano. Après la Seconde Guerre mondiale, vient s'installer dans cet endroit un spécialiste de livres anciens, Jean-Marie Brunier. 
En 1949, René Legueltel, futur propriétaire du cabaret Galerie 55, prend possession des lieux pour y ouvrir de nouveau un café, le Café de l'écluse. C'est donc vraisemblablement à lui que l'on peut attribuer la paternité du nom de l'établissement. Le café devient alors un lieu de représentation où l'on peut découvrir des artistes débutants tels que Léo Ferré, Francis Lemarque, le mime Marceau, le duo Marc & André et bien d'autres.

### Les fondateurs du cabaret
Le Café de l'écluse est repris au début de l'année 1951 par une équipe de quatre artistes, Brigitte Sabouraud, Léo Noël, Marc Chevalier et André Schlesser, qui souhaitent faire de ce lieu un vrai cabaret dédié aux nouveaux artistes.
En 1951, France Olivia, pianiste et autrice-compositrice, est la première accompagnatrice des artistes.
Léo Noël, chanteur déclamant s'accompagnant de son orgue de Barbarie portatif, est le présentateur de spectacle et l'animateur en chef du cabaret. 
En 1958, Léo Noël présente la chanteuse Barbara, alors égérie du cabaret, sous le nom de « la Chanteuse de minuit »,. 
En 1966, à la suite du décès de Léo Noël, le duo Marc Chevalier et André Schlesser lui succède jusqu’à la fermeture du cabaret en 1975. Brigitte Sabouraud, devenue chansonnière accordéoniste et directrice du cabaret, après de nombreuses représentations, décide de quitter l'aventure en 1970.
Les auditions des candidats se succèdent le premier mercredi de chaque mois de 17 à 20 heures et, rapidement, on se bouscule pour être auditionné par ces quatre artistes, L'Écluse étant devenu, autour de 1955, le cabaret en vogue du quartier latin. Le choix des interprètes et des artistes qui peuvent y présenter leur numéro ou leur tour de chant se fait principalement sur la base d'intuition, de goût, de rigueur et de métier.
Les quatre fondateurs continuent à se produire sur cette scène, qui est aussi la leur. Ainsi Brigitte Sabouraud y crée son répertoire de chansons de marins, de textes de Francis Carco et de créations personnelles, dont certaines sont reprises par Barbara, tout en s'accompagnant à l'accordéon. C’est probablement à elle, passionnée d’histoire marine, que l’on peut attribuer le choix de la décoration de la salle.

### Le cabaretL'Écluse
Le cabaret L'Écluse devient un des hauts lieux du Quartier latin de l'après-guerre. Deux décennies durant, il façonne les légendes de la rive gauche. On y découvre Jacques Brel en 1953. Barbara fait ici ses premières apparitions dès 1954, quatre ans avant d’en devenir la principale « sociétaire ».
Les spectacles alternent de 1951 jusqu’aux années 1970. Quand arrivent les problèmes financiers, autour de 1973, tous les anciens pensionnaires de L'Écluse se mobilisent pour aider à son sauvetage en donnant une participation financière, ou artistique. Cependant, les efforts sont vains : pour tenter de faire vivre ce lieu mythique qui sombre dans l’oubli, un spectacle au théâtre du Châtelet est prévu pour le 7 novembre 1974, date concomitante avec celle d’une grève des machinistes. Le spectacle n'est pas reporté mais simplement annulé, ce qui contribue à couler le navire. Fermé provisoirement à la fin de 1974, le cabaret L’Écluse ne peut rouvrir au début de 1975 et ferme alors définitivement ses portes, après quelque 24 années d'existence. « Puis la petite flamme s’est éteinte, soufflée par la télévision, le yéyé, Mai 1968, l’industrie du disque… et la vogue du café-théâtre ». Tout s'est combiné alors pour faire baisser plus que dangereusement la fréquentation des cabarets. 
Les routes de Marc et André se séparent à la fin de 1974, avec la fermeture de l'Écluse. Ils poursuivent alors leur carrière chacun de son côté, Marc Chevalier créant un centre de formation aux métiers d’art et de la communication (CREAR), et André Schlesser continuant son chemin d’interprète encore quelque temps avant de se retirer.
Brigitte Sabouraud confie en mai 1998 au micro de Marie-Hélène Parinaud sur Radio Bleue : « J'ai toujours beaucoup aimé Barbara. C’est moi qui l’ai fait commencer à l’Écluse. Je chantais, j’écrivais des chansons, mais je m’occupais aussi de l’organisation des programmes. J’étais la présidente-directrice générale de l’Écluse. »
Pierre Tchernia, en témoin de cette époque, écrit dans sa préface du livre de Marc Chevalier Mémoires d'un cabaret - L'Écluse : « La chanson à écouter et le visuel à regarder étaient justement répartis. Les textes comme les gestes valaient la peine de l'attention. À qualité de spectacle, qualité de public. L'un des éléments les plus importants du capital de L’Écluse fut de faire travailler de jeunes artistes, ou plutôt des jeunes qui voulaient devenir artistes. »
De nombreux jeunes artistes naissants y ont ainsi débuté et rodé leurs tours de chants : Christine Sèvres, Pia Colombo, Cora Vaucaire, Jacques Brel, Barbara, Les Frères ennemis, Jean-Pierre Darras, Philippe Noiret, le duo : Richard de Bordeaux et Daniel Beretta... la liste est longue.
Robert Bouquillon, en même temps qu'il était artiste peintre, y a été pianiste.

### Enregistrements
- 1958 : Un soir à L'Écluse (33 tours 30 cm Véga V 30 S 800).

Dix artistes, enregistrés en direct à L'Écluse durant l'été 1958, interprètent seize titres. Léo Noël y fait la présentation et Yvonne Schmitt y accompagne les artistes au piano droit (celui que Barbara appelait sa « casserole »).
- 1959 : Barbara à L'Écluse (Disques Pathé-Marconi).

Au dos de la pochette de l'enregistrement de ce récital, un texte signé par l'équipe de L'Écluse présente Barbara : « Chaque soir en présentant Barbara au public de L'Écluse, nous voudrions dire toute la ferveur que nous lui gardons depuis le premier jour où elle vint en ce lieu. Sombre, les yeux baissés, pareille à une rose courroucée dans sa blouse de velours noir, sans un regard pour l'auditoire, elle alla au piano et chanta. Nous n'oublierons jamais la cantilène des amours perdues, le miracle des mots lancés comme des cailloux, phrases hachées comme pétales arrachés, sa voix dure, tendre ou généreuse redisant l'éternelle complainte des joies et des peines, puis ironiques et féroces, les refrains s'emballèrent comme pantins en foire tandis que le piano gémissait et riait sous ses doigts. Mais à quoi bon rimer et dire ! Voici le moment où elle va paraître, le moment où le voisin parle plus bas, où chacun repose son verre sans bruit sur la table tandis que tout se fige, que les lumières s'allument… La voici ! ».
- 1964 : Un soir à L'Écluse (33 tours 25 cm Production disques Lucien Adès TS 25 LA 565).

Reproduction en septembre 1964 dans un format réduit de dix titres du 33 tours 30 cm de 1958.
Le texte figurant sur la pochette de ce disque devenu très rare présente ainsi ce célèbre cabaret :
« Au 15, quai des Grands-Augustins, à l'ombre de Notre-Dame et de la Sainte-Chapelle, vous trouverez ce bistrot de mariniers ; à ses pieds coule la Seine. […] Ici Brigitte Sabouraud, Léo Noël, Marc Chevalier et André Schlesser ont  toujours eu à cœur de faire connaître à leur public des artistes véritables. […] »
- 1998 : Un soir à L'Écluse (CD EPM/ADES SP18).

Reprise de 15 titres de l'édition d'origine complétée d'une chanson de Barbara (Souvenance).
- 1998 : Un soir à l'Écluse (CD EPM/ADES SP18)

1. La voix du sang (A1) - 2:40 ∫ Interprétée par Caroline Cler
2. La Guerre (A2) - 2:45 ∫ Interprétée par Jacques Grello
3. La marchande de fleurs (A3) - 1:47 ∫ Interprétée par Brigitte Sabouraud
4. Plan de Paris (A4) - 1:17 ∫ Interprétée par Agnès Capri
5. Dans la sciure (A5) - 1:55 ∫ Interprétée par Agnès Capri
6. Un souper chez Borgia (A6) - 2:35 ∫ Interprétée par Marc & André
7. Souvenance (A7) - 2:05 ∫ Interprétée par Barbara
8. Pot pourri 1925 : Dans les jardins de l'Alhambra - Dolorosa - Nuits de Chine - L'Hirondelle du faubourg (B1) - 4:25 ∫ Interprétée par Léo Noël
9. Les clowns (B2) - 3:10 ∫ Interprétée par Giani Esposito
10. L'amnésique (B3) - 4:40 ∫ Interprétée par Jacques Fabbri
11. La chose aurait pu (B4) - 2:46 ∫ Interprétée par Cora Vaucaire
12. La complainte de Mackie[16]  - 2:10 ∫ Interprétée par Léo Noël
13. Les péchés capitaux - 3:10 ∫ Interprétée par Jacques Grello
14. La complainte de la jeune nonne contre son cœur - 2:47 ∫ Interprétée par Brigitte Sabouraud
15. La chanson du pharmacien - 1:38 ∫ Interprétée par Marc & André
16. Un vieux boxeur - 2:10 ∫ Interprétée par Giani Esposito

## Activités
Les premiers spectacles débutent le 6 février 1951.
Fidèle à la tradition et à l'esprit Rive gauche qui anime le quartier à l'époque, le cabaret L'Écluse accueille plusieurs types d'activités artistiques. Une soirée de spectacle est composée de six numéros d'une durée de 10 à 20 minutes chacun, le « clou du spectacle » étant constitué par le numéro 6 en la personne de l'artiste confirmé de la soirée. Il n'est pas rare dans l'histoire courte du cabaret de voir se produire des inconnus débutants qui reviennent deux ou trois ans plus tard en sixième place, telle la chanteuse Barbara. Ceci contribue d'ailleurs à entretenir la popularité de l'endroit qui permet à de nombreux artistes de se lancer et qui devient une véritable école du spectacle, particulièrement pour la chanson :

### Des dessins et des illustrations (spectacles de projection dediapositives)
- La Tête des uns, le corps des autres, photomontages de Jean Harold, en 1956. Les tableaux présentés faits de photographies découpées dont il assemblait et collait avec soin que les morceaux qu'il avait choisi de conserver, se voulaient volontairement irrévérencieux pour l'époque. Son travail permettait de mettre des personnages médiatiquement connus dans des situations caustiques et quelque peu empreintes d'improbabilité.
- Les Âneries de Laville, en 1967[18].
- La Vie selon Barbe, en 1969. C'est Laville qui fait connaître L'Écluse à Barbe.
- Les dessins de presse de Bernard Chenez, en 1972[19].

### Des marionnettes
- Les Mains et Les Parapluies, du marionnettiste Yves Joly en 1957[20]. Il y crée également ses spectacles La Noce, Les Afficheurs, Insomnie, Le Photographe et Tragédie de papier, qui sont programmés par la suite.
- L'Incroyable Aventure du pauvre Mimouni, Pauvre clown, Innocent mon ami, La Dernière Cavale de Mémé Berthe… Spectacle de marionnettes de Mathilde et Paul Dougnac en 1958[21] et ultérieurement d'autres représentations.

### Du mime
- Naissance, adolescence, vieillesse et mort, « Bip : Le Dompteur, Soirée mondaine et Le Peintre du dimanche », de Marcel Marceau en 1951.
- Les Masques.
- Les Trois Horaces en 1955[22]
- Jean-Baptiste Thierrée.

## La salle et la scène
La salle est de petite taille, tout en longueur et contenant au mieux 80 spectateurs. La scène, qui mesure 3,50 mètres sur 2 mètres, fait face aux tables. Le long des murs, des banquettes de moleskine rouge ornées de clous de cuivre s'alignent pour accueillir le public, augmentées de tabourets en guise de sièges d'appoint.
Sur cette scène « grande comme une table », du côté gauche, on trouve un piano droit, et tout droit venu de chez Jeannette Gares[Qui ?], il est surnommé affectueusement par Barbara « ma casserole ». Il sert aussi, notamment à Yvonne Schmitt, à accompagner les chanteurs sur la scène et les numéros d'artistes.
Le spectacle débutant autour de 23 heures, il est de tradition que la salle affiche complet la plupart du temps dès 22 heures, les spectateurs présents étant conviés à attendre le début de ces numéros.
À l'entrée, le spectateur est accueilli symboliquement par une tenue de scaphandrier qui l'invite à plonger dans ce nouvel univers fait d'« inconnu » au sens strict du terme, et d'« inconnus ».
Les représentations se terminent vers 1 heure du matin.

## Archives presse et papiers
- Bibliothèque nationale de France : Cabaret L'Écluse : Ensemble de documents concernant le cabaret L'Écluse et son fondateur[28]. Donation de Monsieur Marc Chevalier, fonds entré en 2008 au département des Arts du spectacle. Le fonds se compose des archives du cabaret (administration, programmation, presse, photographies) et de documents concernant la carrière du duo Marc & André, dont des partitions et des disques.
- La lettre des amis de Barbara : Brigitte Sabouraud : lorsque s'est tue la sirène[8] - Article en page 2 du no 10 (été 2002).

## ArchivesINAet sonores
- Panorama (émission de télévision) : Réouverture de l'Écluse - Avec Georges Jouin (1951)
- France Musique : Concert du soir - Chansons d'enfances (3)[29] Une émission conçue et présentée par Serge Hureau le 8 juillet 2009.
- Présent, Émission  du 1er novembre 1966 : Diane Dufresne chante « T’en souviens-tu la Seine » (en répétition à l’Écluse).
- Chansons d'Été : L'Écluse, un cabaret rive-gauche en compagnie de Marc Chevalier, l'un des fondateurs du cabaret. Diffusée le 8 juillet 2009 sur France Musique | Durée : 34 min.